# PaRappa the Rapper
PaRappa the Rapper (パラッパラッパー Parappa Rappā?) es un videojuego musical de 1996, creado por Masaya Matsuura y la empresa NanaOn-Sha y publicado por Sony Computer Entertainment para la consola PlayStation. Se trata de uno de los primeros videojuegos de ritmo con repercusión internacional.
El protagonista del juego es PaRappa, un perro antropomorfo que deberá superar los desafíos que se le plantean a través del rap. Para ello el jugador debe pulsar una combinación de botones, reflejada en la parte superior de la pantalla, que permite al personaje rapear una canción. El título destacó entre la crítica especializada por su jugabilidad, la banda sonora con canciones compuestas por Matsuura, y un entorno gráfico en tres dimensiones con personajes del grosor de un papel, diseñados por el estadounidense Rodney Alan Greenblat.
PaRappa the Rapper fue uno de los primeros éxitos de ventas de PlayStation con más de tres millones de copias a nivel mundial, la mitad de ellas en Japón. El protagonista PaRappa llegó a ser considerado una mascota no oficial de PlayStation en su país de origen. A raíz de su éxito se publicaron dos secuelas: UmJammer Lammy (PSX, 1999), protagonizada por una perra guitarrista, y PaRappa the Rapper 2 (PS2, 2001). En 2007 se publicó una reedición del título original para PSP.

## Argumento
PaRappa the Rapper está protagonizado por PaRappa, un perro antropomórfico apasionado por el rap. El juego se desarrolla en un escenario surrealista, sobre un entorno en tres dimensiones con personajes bidimensionales que tienen el grosor de un papel.
PaRappa quiere conquistar el corazón de Sunny Funny, una chica con forma de flor, y contará con la ayuda de sus amigos Katy Kat (una gata) y P.J. Berry (un oso). Sin embargo, se ve intimidado por la presencia de Joe Chin, un perro narcisista y millonario que rivalizará por su amor. Para intentar que ella se fije en él, PaRappa asumirá nuevos retos como aprender artes marciales, conducir, trabajar y cocinar, todo ello rapeando al ritmo de la música que le marcan sus maestros. Al final, PaRappa invita a Sunny a un concierto de rap en el que le dedicará una canción.
La coletilla I gotta believe! (en español, «tengo que creer») es el lema vital de PaRappa, pronunciado al inicio de cada episodio.

## Sistema de juego
PaRappa the Rapper es un videojuego de ritmo: con base en la música, el jugador debe completar combinaciones para superar seis niveles en total.
Cada nivel se alterna entre el maestro y PaRappa: mientras el primero canta una frase, aparecerá una barra en la parte superior de la pantalla que muestra la combinación de botones. Cuando éste termina, el jugador debe repetir la secuencia controlando a PaRappa, cuya voz está asignada a cada botón mediante un secuenciador. Se utilizan los cuatro botones del mando y los dos gatillos. Al finalizar cada parte, los aciertos se suman a la puntuación total.
Durante la partida, al lado de la frase «U Rappin» (traducible como «estás rapeando») hay un marcador con cuatro calificaciones: Cool (genial), Good (bien), Bad (mal) y Awful (fatal). Siempre se empieza en Good, la marca mínima para superar la prueba, y se considera que no ha habido errores cuando el rap de PaRappa suena fluido. Si se falla una vez el marcador parpadeará, y si se encadenan dos fallos seguidos bajará de rango. En cambio, se puede mejorar la calificación al acertar dos secuencias consecutivas. Se pierde el nivel de dos formas: si se termina la canción en Bad y Awful, o si acaba antes de tiempo al cometerse numerosos errores. La canción no se puede pausar; de lo contrario, se reiniciará.
A diferencia de otros juegos de ritmo, PaRappa the Rapper premia la improvisación. Sólo se puede alcanzar el máximo nivel (Cool) si se pulsan combinaciones diferentes a las que indica el marcador, siempre y cuando encajen en la base con fluidez. Al llegar a Cool el maestro abandona la pantalla, la barra de combinaciones desaparece, y el jugador puede hacer un rap improvisado con PaRappa. No obstante, se puede bajar a Good al encadenarse dos errores.

## Desarrollo

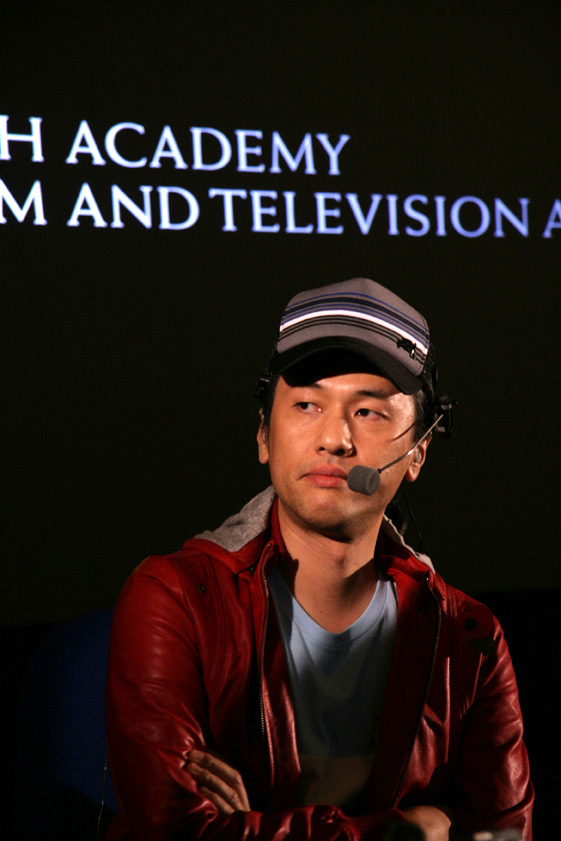
Masaya Matsuura, creador de PaRappa the Rapper.

Antes de crear PaRappa the Rapper, Masaya Matsuura era el fundador y compositor del grupo de rock progresivo Psy·S, bajo el sello Sony Music. A partir de 1993 estuvo compaginándolo con proyectos musicales en videojuegos, entre ellos la banda sonora del Metamor Jupiter de PC Engine, a través de su propia desarrolladora NanaOn-Sha. Con esta experiencia, Sony confió en él para que hiciese un título en la nueva consola PlayStation que habían lanzado en diciembre de 1994. Matsuura tenía claro desde el principio que quería un juego rítmico inspirado en el rap, con margen para la improvisación musical y letras en inglés.
Matsuura y el guionista Gabin Itō escribían todas las instrucciones en japonés, y después se las pasaban a Ryu Watabe —quien había sido intérprete en la CNN— para que las adaptara al inglés. Watabe llegó incluso a cantar algunas canciones como Chop Chop Master Onion, el maestro del primer nivel.
La adaptación al inglés resultó una de las partes más difíciles del proceso, pues los recursos rítmicos del inglés y el japonés son muy diferentes. En una entrevista, Watabe ha explicado que tuvo mucho cuidado con los fonemas y con el sonido de las rimas finales, algo que limitaba su labor porque las frases quedaban demasiado simples: «me sentía un poco avergonzado si mis amigos raperos lo escuchaban, pero todas las críticas han sido positivas. Han entendido lo que tratábamos de hacer».
Para determinar qué actores de voz interpretarían las canciones, se hizo un proceso de selección en Nueva York a través de un amigo de Matsuura. En total se eligieron a siete personas, entre ellos Dred Foxx en el papel de PaRappa y la cantante Kenya Hathaway —hija de Donny Hathaway— como Sunny Funny. Todas las canciones fueron grabadas en Estados Unidos.
En total, el proceso duró dos años hasta el lanzamiento oficial del título el 6 de diciembre de 1996.

### Diseño gráfico
Todos los personajes de PaRappa the Rapper son obra de Rodney Alan Greenblat, un artista gráfico estadounidense con experiencia en Japón. Anteriormente, Rodney había diseñado un videojuego para ordenador (Dazzeloids, 1993) y luego fue contratado por el equipo de Sony Creative Japan en 1994. Antes de conocer el proyecto ya tenía en su portfolio a tres de los personajes: P.J. Berri, Katy Kat y Sunny Funny.
Rodney se integró en el equipo de Masaya Matsuura al inicio del proceso de desarrollo. El equipo de NanaOn-Sha había visto su trabajo, se puso en contacto con él y le presentaron una demo del proyecto, hecha con los personajes de Dazzeloids, para explicarle el entorno gráfico deseado. Sobre la base de esa premisa, el dibujante creó un vívido universo surrealista que se inspiraba en los suburbios de Estados Unidos.
Matsuura tenía claro que el protagonista debía ser un perro rapero, así que envió por fax a Rodney un boceto de lo que quería. El dibujante siguió sus recomendaciones con algunas variaciones en la ropa, y ambos se pusieron de acuerdo de inmediato. El nombre «PaRappa» es un juego de palabras entre rap y papel. El dibujante tuvo libertad creativa para diseñar y nombrar a los maestros de cada nivel, en colaboración con el equipo de guionistas. Posteriormente, Rodney ha colaborado tanto en UmJammer Lammy como en PaRappa the Rapper 2.

### Banda sonora
La banda sonora original de PaRappa the Rapper ha sido compuesta y producida por Masaya Matsuura, con letras de Ryu Watabe, guion de Gabin Itō y música de Kiyoshi Yoshida entre otros artistas.
PaRappa the Rapper tiene seis niveles, todos ellos compuestos específicamente para el juego:
1. Chop Chop Master Onion — PaRappa quiere aprender kárate para defender a Sunny Funny y se apunta al dojo de Chop Chop Master Onion, un maestro de artes marciales con una cebolla por cabeza.
2. Instructor Mooselini — PaRappa da una clase práctica en la autoescuela de la profesora Mooselini, una alce bastante estricta, para sacarse el carnet de conducir.
3. Prince Fleaswallow — Después de destrozar el coche de su padre, PaRappa tiene que trabajar en el mercado ambulante de Fleaswallow, una rana caribeña con perilla que vende cosas inservibles.
4. Cheep Cheep Cooking Chicken — PaRappa quiere regalarle a Sunny Funny una tarta por su cumpleaños, así que va al programa de cocina de Cheep Cheep, una gallina, para aprender a hacerla.
5. All Masters' Bathroom Rap Battle — Después del cumpleaños, PaRappa y Sunny Funny se quedan solos por primera vez. Sin embargo, el protagonista comió demasiada tarta y debe ir al baño urgentemente sin que ella se dé cuenta. Al llegar a una gasolinera para repostar, descubre que sus cuatro maestros están esperando delante del único servicio disponible, por lo que deberá superarles en una batalla de rap para colarse.
6. MC King Kong Mushi — En su primera cita, PaRappa invita a Sunny a un concierto de rap. El protagonista sube al escenario con MC King Kong Mushi (una araña) y sus cuatro maestros para cantar el tema final, dedicado a su novia.

En Japón se publicó un álbum con la banda sonora completa del videojuego, incluyendo las canciones de las cinemáticas.

## Recepción
Al final de 1997, PaRappa the Rapper se había convertido en el séptimo videojuego más vendido en Japón con un total de 760.000 copias. La suma total de ventas asciende a 1.4 millones de unidades en Japón si se incluye la reedición de The Best —variante nipona de Platinum en el mercado europeo y de Greatest Hits en el norteamericano—, y más de tres millones a nivel mundial según cifras de Sony Interactive Entertainment. En 2006 se hizo un nuevo relanzamiento para PlayStation Portable (PSP).
La prensa del sector ha valorado el carácter pionero de PaRappa en su género, su originalidad y su universo con personalidad propia. No obstante, el aspecto que más se ha criticado ha sido la escasa rejugabilidad porque sólo hay seis niveles; la reedición de PSP no incluía ninguna novedad, más allá de un aumento de la dificultad.

## Legado
Después del éxito de PaRappa the Rapper, NanaOn-Sha desarrolló otros títulos musicales relacionados con PaRappa: Um Jammer Lammy (PSX, 1999), protagonizado por una chica que toca la guitarra eléctrica, y PaRappa the Rapper 2, una secuela con nuevos niveles y modos de juego, que incluso llegó a contar con una canción oficial a cargo de De La Soul. En 2012, PaRappa fue recuperado como personaje jugable en PlayStation All-Stars Battle Royale para PlayStation 3.
La franquicia fue especialmente popular en Japón, donde se comercializó merchandising que incluía muñecos, peluches, ilustraciones, gorros de PaRappa y la banda sonora original. En ese país llegó a ser considerado una mascota no oficial de PlayStation, en competencia con Crash Bandicoot que era más popular en Estados Unidos y Europa. La franquicia japonesa de McDonald's lanzó una promoción de Happy Meal con personajes de PlayStation que incluía a PaRappa, Piposaru (Ape Escape), Toro Inoue (Doko Demo Issyo) y un Chocobo de Final Fantasy VII.
En la primera edición de los Premios de la Academia de Artes Interactivas de 1997, PaRappa the Rapper recibió dos premios en las categorías de «Mejor Diseño» y «Mejor Banda Sonora».

### Serie de animación
En 2001, Fuji TV estrenó la serie de animación PaRappa The Rapper, producida por los estudios J.C.Staff y Production I.G. Consta de una sola temporada de treinta episodios, emitida desde el 14 de abril de 2001 hasta el 14 de enero de 2002. El público objetivo al que iba dirigido eran niños de entre 3 y 8 años.
Rodney Greenblat, creador del personaje, fue muy crítico con el desarrollo del anime: «los productores de la serie no permitieron que nadie involucrado en el videojuego participara en el proyecto (…) yo sugerí dirigirla a adolescentes, pero Sony quería vender juguetes y los productores la infantilizaron. Sólo me llamaron para diseñar nuevos personajes. Sentí que me habían echado de algo que siempre había querido hacer.»
Quince años después, Fuji TV hizo una serie anime de cortometrajes protagonizada por P.J. Berri.